# 5. Sinfonie (Nielsen)
Die Sinfonie Nr. 5, Opus 50 von Carl Nielsen wurde am 24. Januar 1922 in Kopenhagen uraufgeführt. Von seinen sechs Sinfonien ist sie tonsprachlich die modernste.

## Struktur und Inhalt
Der Erste Satz ist als Doppel-Satz konzipiert (zunächst Tempo giusto, dann Adagio non troppo) und dauert nahezu 20 Minuten. Die Verwendung einer ständig wiederholten, marschartigen und rhythmisch komplexen Melodik, die durch das regelmäßige Pochen einer Schnarrtrommel und das Schwirren einer Klarinette abwechselnd unterbrochen oder begleitet wird, erzeugt ein dunkles Klangbild und harmonische Instabilität. Über den ganzen Satz verteilte Tuttis mit großem Schlagwerkeinsatz einerseits und unvermittelte Augenblicke der Ruhe andererseits tragen zur kontrastartigen Sogwirkung der Musik bei, die auf mehrere Höhepunkte zusteuert. Dieser Satz wirkt in seinen Gestaltungsmitteln progressiv und modern. So wird beispielsweise im Adagio-Abschnitt eine Passage der kleinen Trommel in unabhängigem Tempo vom Rest des Orchesters gespielt (Polyrhythmik).
Der Zweite Satz dauert etwa 15 Minuten und besteht aus mehreren Abschnitten: Allegro – Presto – Andante un poco tranquillo – Allegro (Tempo I). Der Satz ist von dichter Instrumentierung und harmonischer Unbestimmtheit gekennzeichnet. Nach mehreren fugenartigen Passagen mündet der Satz in einer groß angelegten und optimistischen Coda in Es-Dur.

## Besetzung
Die Fünfte Sinfonie ist folgendermaßen besetzt:
3 Flöten, 2 Oboen, 2 Klarinetten, 2 Fagotti, 4 Hörner, 3 Trompeten, 3 Posaunen, 1 Tuba, Pauke (1 Spieler) sowie 3 weitere Schlagzeuger, die das großbesetzte Schlagwerk bedienen, Streichorchester.
Laut Partiturangaben sollen die Schlagzeuger auch das üblicherweise von einem Pianisten zu spielende Celesta bedienen. Dazu kommen weitere Schlagwerkinstrumente wie Tamburin, Triangel, hängendes Becken und 2 kleine Trommeln (Militärtrommeln), die von hinter der Bühne gespielt werden sollen.